# Ramón Grosso
Ramón Moreno Grosso (* 8. Dezember 1943 in Madrid; † 13. Februar 2002 ebenda) war ein spanischer Fußballspieler.

## Laufbahn
Ramón Grosso begann seine Laufbahn mit 15 Jahren in der Jugend von Real Madrid. Obwohl er aufgrund einer ärztlichen Fehldiagnose (Herzklappenfehler) ein Jahr aussetzen musste, schaffte er es dennoch in die zweite Mannschaft AD Plus Ultra. Zur Winterpause wechselte er leihweise zum Lokalrivalen Atlético Madrid und trug mit einer starken Leistung zum Klassenerhalt bei. Daraufhin holte ihn Trainer Miguel Muñoz 1964 in den ersten Kader, um dort Alfredo Di Stéfano im Sturm zu ersetzen. Dies gelang ihm auch, denn an der Seite von Ferenc Puskás wurde Grosso sowohl in der Saison 1964/65 (27 Treffer) als auch in der darauffolgenden Spielzeit (11 Treffer) zum besten Torjäger der Mannschaft.
Sein größter Erfolg war aber der Gewinn des Europapokals der Landesmeister im Jahr 1965/66. Das damals als „el Madrid de los ye-yé“ bekannte Team bestand nur aus Spaniern, von den Stars vergangener Tage war lediglich Paco Gento übriggeblieben. In den folgenden Jahren durchlief Ramón Grosso praktisch alle Spielpositionen mit Erfolg, weshalb ihm von der Presse der Beinamen „el obrero“ (der Arbeiter) gegeben wurde, weil er sich immer in den Dienst der Mannschaft stellte. Nach zahlreichen internationalen und nationalen Erfolgen trat Grosso schließlich am 31. August 1976 zurück und überließ Vicente del Bosque seinen Platz.
Nach seiner aktiven Laufbahn wirkte er über mehrere Jahre als Jugend- und Assistenztrainer. 2002 erlag er, im Alter von 58 Jahren, einem langen Krebsleiden.

## Erfolge
- 1× Europapokal der Landesmeister
  - 1965/66
- 7× Spanischer Meister
  - 1964/65, 1966/67, 1967/68, 1968/69, 1971/72, 1974/75, 1975/76
- 3× Copa del Rey
  - 1969/70, 1973/74, 1974/75